# Arthur Dearborn
Arthur Kent Dearborn (Everett, Massachusetts, 1886. május 27. – Boston, Massachusetts, 1941. augusztus 28.) amerikai olimpikon atléta, kötélhúzó.
Az 1908. évi nyári olimpiai játékokon indult kötélhúzásban. Rajtuk kívül még három brit rendőrségi és egy svéd válogatott indult. A negyeddöntőben a brit liverpooli rendőr csapattól kaptak ki, és így véget ért számukra a küzdelem.
1908-ban indult még két atlétikai dobószámban: diszkoszvetésben és antik stílusú diszkoszvetésben. Egyikben sem nyert érmet.